# Mayalde
Mayalde ist ein nordwestspanischer Ort und eine Gemeinde (municipio) mit nur noch 152 Einwohnern (Stand: 2024) im Süden der Provinz Zamora in der Autonomen Gemeinschaft Kastilien-León. Der Ort liegt ca. 5 km westlich der Via de la Plata, einem alten Handels- und Pilgerweg.

## Lage und Klima
Der Ort Mayalde liegt am östlichen Rand der alten Kulturlandschaft Sayago in einer Höhe von ca. 895 m. Die Provinzhauptstadt Zamora ist gut 38 km (Fahrtstrecke) in nördlicher Richtung entfernt; bis nach Salamanca sind es gut 40 km. Das gemäßigte Klima wird zeitweise vom Atlantik beeinflusst; Regen (ca. 550 mm/Jahr) fällt vorwiegend im Winterhalbjahr.

## Bevölkerungsentwicklung
| Jahr      | 1857 | 1900 | 1950 | 2000 | 2020 |
| Einwohner | 537  | 566  | 683  | 245  | 177  |

Infolge der Mechanisierung der Landwirtschaft, der Aufgabe von bäuerlichen Kleinbetrieben („Höfesterben“) und der daraus resultierenden Arbeitslosigkeit auf dem Lande ist die Bevölkerung seit der Mitte des 20. Jahrhunderts deutlich zurückgegangen.

## Wirtschaft
Die Landwirtschaft, vor allem die Anpflanzung von Oliven- und Obstbäumen sowie die Zucht von Rindern (siehe Sayaguesa), Schafen und Ziegen, spielt traditionell die größte Rolle im Wirtschaftsleben der Gemeinde. Daneben fungierte der Ort bereits im Mittelalter als Handels-, Handwerks- und Dienstleistungszentrum für die Weiler und Einzelgehöfte der Region. Einnahmen aus dem Tourismus in Form der Vermietung von als Ferienwohnungen (casas rurales) genutzten leerstehenden Häusern sind seit den 1960er Jahren hinzugekommen.

## Geschichte

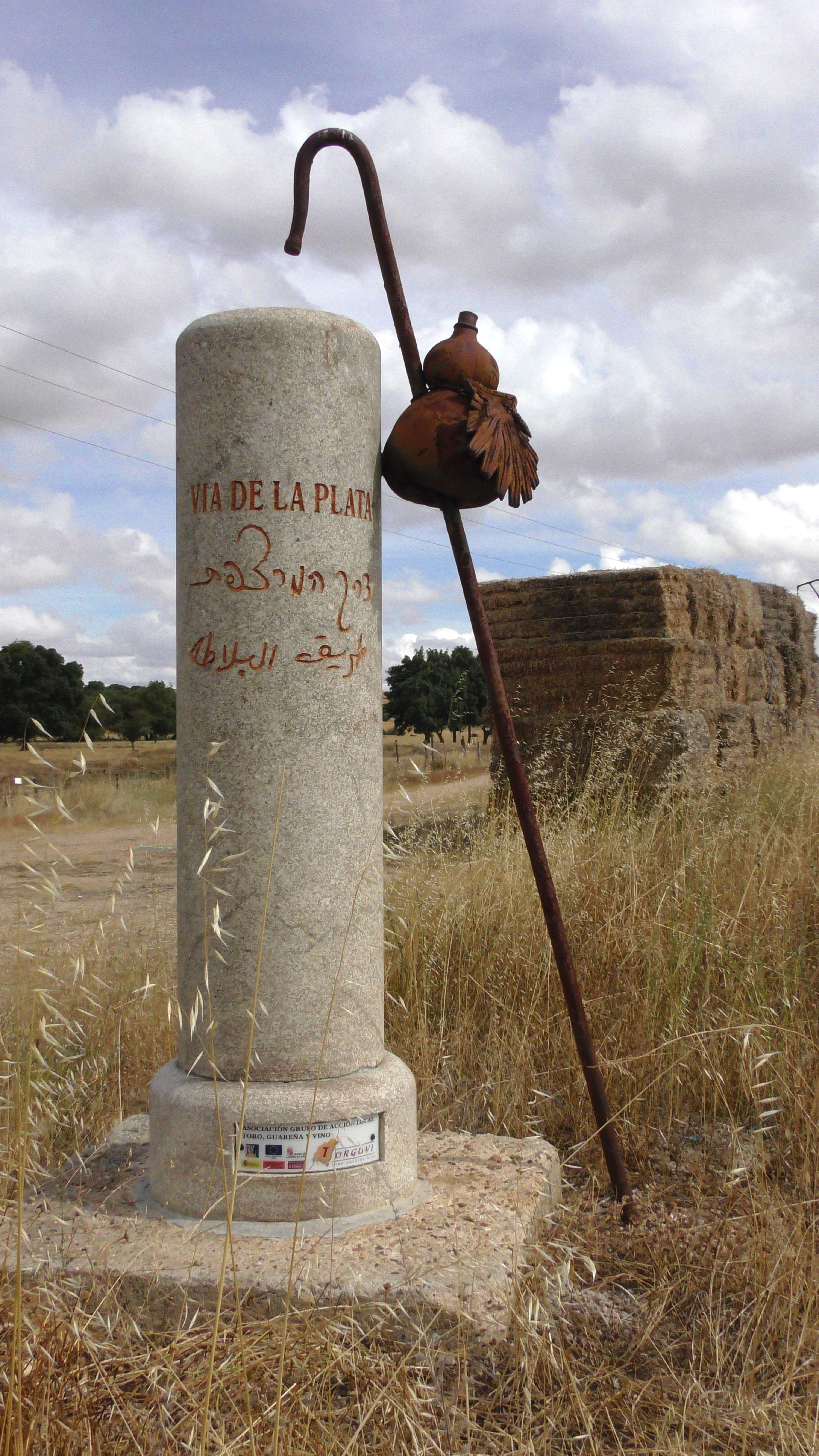
Meilenstein mit Pilgerstab und Pilgerflasche

In vorrömischer Zeit siedelten in der Region Stammesgruppen vom keltischen Volk der Vettonen, die von den Römern im Jahre 193 v. Chr. unterworfen wurden (Hispanien). Aus westgotischer und islamischer Zeit sind keine Funde bekannt. Die Rückeroberung (reconquista) der nur dünn besiedelten und abgelegenen Gebiete durch das Königreich León im 10. und 11. Jahrhundert verlief wahrscheinlich weitgehend kampflos; danach begann die Wieder- – oder besser – Neubesiedlung (repoblación). Die älteste Erwähnung des Ortsnamens stammt aus dem Jahr 1143.

## Sehenswürdigkeiten
- Die einschiffige Iglesia de San Benito Abad entstand wahrscheinlich bereits im 12./13. Jahrhundert, doch ist der aus exakt behauenen Werksteinen errichtete heutige Bau das Ergebnis einer Umgestaltung des 15./16. Jahrhunderts. Die schmuck- und portallose Westfassade wird von einem zweigeschossigen und zweigeteilten Glockengiebel (espadaña) überhöht; das Eingangsportal befindet sich auf der Südseite. Wie bei den Kirchen in der Region Sayago üblich, ist der Chorbereich gegenüber dem Langhaus leicht erhöht.
- Nahe der alten Römerstraße bzw. dem Pilgerweg nach Santiago de Compostela wurde ein neuer Meilenstein nach antiken Vorbildern aufgestellt, an den ein eiserner Pilgerstab mit anhängender Pilgerflasche angelehnt ist.